# (10362) 1994 UC2
A (10362) 1994 UC2 a Naprendszer kisbolygóövében található aszteroida. Ueda Szeidzsi és Kaneda Hirosi fedezte fel 1994. október 31-én.

## Kapcsolódó szócikk
- Kisbolygók listája (10001–10500)